# Оскар, Пол
Пол Оскар (исл. Paul Oscar), настоящее имя Паудль Оускар Хьяульмтиссон (исл. Páll Óskar Hjálmtýsson; 16 марта 1970, Рейкьявик) — исландский певец, поп-исполнитель.
В 1997 году представлял Исландию на песенном конкурсе Евровидения в Дублине, исполнив песню Minn hinsti dans (Мой последний танец).
Уже в возрасте семи лет Пол записал свой первый альбом. В 1982 году дебютировал в мюзикле Rubber Tarzan.

## Дискография
Альбомы
- Stuð (1993)
- Palli (1995)
- Seif (1996)
- Deep Inside (1999)
- Ef ég sofna ekki (2001) (совместно с арфисткой Моникой Абендрот (Monika Abendroth))
- Ljósin heima (2003) (с Моникой Абендрот и Сигрун Хьяульмтисдоуттир (Sigrún Hjálmtýsdóttir; Diddú))
- Allt fyrir ástina (2007)
- Silfursafnið (2008)

Синглы
- Minn hinsti dans (1997)
- Allt fyrir ástina (2007)
  - Allt fyrir ástina (2007)
  - International (2007)
  - Betra Lif (2007)
  - Er þetta ást? (2008)
  - Þú komst við hjartað í mér (2008)
- Silfursafnið (2008)
  - Sama hvar þú ert (2008)